# ستيفن كاندل
ستيفن كاندل (بالإنجليزية: Stephen Kandel)‏ هو كاتب سيناريو أمريكي، ولد في 30 أبريل 1927.

## وصلات خارجية
- ستيفن كاندل على موقع IMDb (الإنجليزية)
- ستيفن كاندل على موقع ألو سيني (الفرنسية)
- ستيفن كاندل على موقع أول موفي (الإنجليزية)
- ستيفن كاندل على موقع قاعدة بيانات الفيلم (الإنجليزية)